# Lupinus spragueanus
Lupinus spragueanus är en ärtväxtart som beskrevs av Charles Piper Smith. Lupinus spragueanus ingår i släktet lupiner, och familjen ärtväxter. Inga underarter finns listade i Catalogue of Life.